# موزه هنر دنور
موزه هنر دنور (انگلیسی: Denver Art Museum) یک موزه هنری واقع در مرکز مدنی دنور، کلرادو با مجموعه دایره‌المعارفی بیش از ۷۰۰۰۰ اثر متنوع از قرن‌ها و جهان، DAM یکی از بزرگ‌ترین موزه‌های هنری (فهرست بزرگ‌ترین موزه‌های هنر) بین ساحل غربی آمریکا و شیکاگو است.